# Autarhie
Autarhia este un termen care definește conceptul de autosuficiență economică sau de economie închisă. Autarhia este un sistem economic complet autosuficient, care se bazează numai pe propriile resurse și este independent de piața internațională. Într-un asemenea sistem, care poate fi un stat, o regiune, o uniune de state, nu există relații comerciale cu piețele externe iar ecosistemul economic nu este în niciun fel influențat de schimbările internaționale. În prezent situațiile de autarhie sunt extrem de rare. Coreea de Nord este condusă pe principii autarhice. Structura economică modernă se bazează pe deschiderea față de piețele externe, astfel încât șansele unei țări de a trăi în izolare sunt practic nule.
Termenul autarhie are semnificația de „politică prin care  o țară sau un grup de țări se  izolează de circuitul economic mondial și își limitează relațiile economice la anumite zone.”

### Exemple de autarhie
- Statele Unite ale Americii, după Revoluția americană, au trecut printr-o scurtă perioadă de autarhie aproape totală (1808), pentru a se proteja de puterea economică și militară a Marii Britanii.
- Italia fascistă a lui Mussolini pretindea să fie o autarhie, în special după Invazia Abisiniei din 1935 și embargourile care au urmat. Comerțul cu Germania însă a continuat.
- Spania lui Franco - autarhia  descrie o perioadă de criză permanentă de care a suferit Spania de la sfârșitul Războiului civil până în anii   '50   caracterizată printr-o profundă criză economică care a dus la o deteriorare majoră a condițiilor de viață ale populației,a sărăciei ,a muncii etc.[2]
- România anilor '80, sub Ceaușescu, a adoptat o politică autarhică și avea ca scop: plata integrală a datoriei externe, creșterea numărului de produse confecționate în România și reducerea dependenței de importuri.